# André van de Werve de Vorsselaer
André van de Werve de Vorsselaer, né à Anvers le 10 avril 1908 et mort à Anvers le 6 octobre 1984, est un escrimeur et fleurettiste belge.

## Biographie
Fils aîné de Raoul van de Werve de Vorsselaer et de Hedwige de Ramaix, il épousa à Arbre le 28 juin 1933 Ghislaine de Pierpont, fille de Charles et de la Comtesse Germaine le Grelle.
Tireur d'élite international et olympique, il se distingua particulièrement au fleuret des Jeux Olympiques de Berlin (1936) et de Londres (1948) où il remporta une médaille de bronze en équipe, Championnats du Monde de Paris (1937), de Piestany (1938) et de Lisbonne (1947). Il fut Capitaine de l'Équipe belge en fleuret aux Olympiades d'Helsinki en 1952. Président de la section d'escrime du Cercle Royal La Concorde d'Anvers. André van de Werve de Vorsselaer n'était pas que fleuretiste mais aussi sabreur et épéiste de renom international. C'est à ces titres qu'il fut invité à diverses reprises à défendre les couleurs de la Belgique à l'étranger et, entre autres, fut invité à faire un séjour en Égypte par le roi Farouk Ier d'Égypte afin d'entraîner l'équipe nationale égyptienne.
André van de Werve fait partie de la famille van de Werve.

## Sources
- Les van de Werve: 800 ans d'histoire, tome II, de Yves Schmitz et Alfons Bousse-Waremme, décembre 1988, page 393. Publié à compte d'auteur, commandé par l'association des van de Werve.

- Ressource relative au sport :   - Olympedia